# Dry (album)
Dry – pierwszy album brytyjskiej wokalistki PJ Harvey.

## Lista utworów
1. "Oh My Lover" – 3:57
2. "O Stella" – 2:36
3. "Dress" (Rob Ellis, Harvey) – 3:16
4. "Victory" – 3:16
5. "Happy and Bleeding" (Ellis, Harvey) – 4:50
6. "Sheela-Na-Gig" – 3:11
7. "Hair" – 3:45
8. "Joe" (Ellis, Harvey) – 2:33
9. "Plants and Rags" (Ellis, Harvey) – 4:07
10. "Fountain" – 3:52
11. "Water" – 4:32

## Limitowana edycja
1. "Oh My Lover" – 4:02
2. "O Stella" – 2:30
3. "Dress" – 3:18
4. "Victory" – 3:15
5. "Happy and Bleeding" – 4:50
6. "Sheela-Na-Gig" – 3:10
7. "Hair" – 3:46
8. "Joe" – 2:33
9. "Plants and Rags" – 4:09
10. "Fountain" – 3:54
11. "Water" – 4:35
12. "Oh My Lover (Demo)" – 2:30
13. "O Stella (Demo)" – 3:16
14. "Dress (Demo)" – 3:16
15. "Victory (Demo)" – 4:19
16. "Happy and Bleeding (Demo)" – 4:44
17. "Sheela-Na-Gig (Demo)" – 3:15
18. "Hair (Demo)" – 3:37
19. "Joe (Demo)" – 3:16
20. "Plants and Rags (Demo)"  – 3:32
21. "Fountain (Demo)" – 3:05
22. "Water (Demo)" – 4:32